# Salice Salentino
Salice Salentino är en ort och kommun i provinsen Lecce i regionen Apulien i Italien. Kommunen hade 8 253 invånare (2017).